# Dictyna trivirgata
Dictyna trivirgata är en spindelart som beskrevs av Cândido Firmino de Mello-Leitão 1943. 
Dictyna trivirgata ingår i släktet Dictyna och familjen kardarspindlar. Inga underarter finns listade i Catalogue of Life.